# Ђаково
Ђаково је град у Хрватској, у Осјечко-барањској жупанији. Према резултатима пописа из 2021. у граду је живело 23.577 становника, а у самом насељу је живело 16.875 становника.

## Географски положај
Град Ђаково налази се у срцу Славоније, на истоку Републике Хрватске.

## Историја
Бројни археолошки локалитети налазе се у граду и околни. Ископавања из 1997. године потврђују живот на ширем подручју града већ у неолиту, око 5.500 година пре Христа.
Први пута се Ђаково у писаним документима спомиње 1239. године. Ђаково је данас бискупски град — седиште Ђаковачко-сремске бискупије. Сам град се у појединим периодима своје историје спомиње под сличним именима: Dyaco, Diaco, Dyacow...
Године 1536. Ђаково су запосели Турци и владали до 1687. године. За време њихове владавине град добија назив Јакова. Тада су саграђене многе џамије. Најпознатија је Ибрахимпашина џамија која је након одласка Турака претворена у католичку жупну цркву. Године 1690. у град се враћа бискуп Јосип Јурај Штросмајер и тада почиње изградња града. Бискуп је 1866—1882. године подигао велику катедралу Св. Петра, у псеудоромантичном стилу, са два звоника висока по 84 метра.
Године 1773. Ђаково постаје седиште сједињених бискупија Босанско-ђаковачке и Сремске.

## Администрација и политика
Градоначелник Града Ђакова је Зоран Винковић (ХДССБ), којем тренутно тече његов трећи мандат.
Градом управљају:
- Градско поглаварство, које је извршно тијело Града Ђакова
- Градско веће, које је представничко тијело грађана Града Ђакова

Градско поглаварство се састоји од 7 чланова и подељено је на 4 одељка:
1. Уред градоначелника
2. Одељак за комуналне дјелатности и просторно уређење
3. Одељак за друштвене делатности
4. Одељак за финансије

Градско веће има 19 чланова који се бирају директно на локалним изборима.

## Становништво
Кретање броја становника града Ђакова након 2. светског рата:
| година пописа | број становника |
| 1953.         | 9.573           |
| 1961.         | 12.077          |
| 1971.         | 15.987          |
| 1981.         | 18.105          |
| 1991.         | 20.317          |
| 2001.         | 20.912          |
| 2011.         | 19.508          |

## Попис 1991.
На попису становништва 1991. године, насељено место Ђаково је имало 20.317 становника, следећег националног састава:
| Попис 1991.‍    | Попис 1991.‍  | Попис 1991.‍ | Попис 1991.‍ | Попис 1991.‍ |
| -------------- | ------------ | ----------- | ----------- | ----------- |
|                |              |             |             |             |
| Хрвати         | Хрвати       |             | 18.787      | 92,46%      |
| Срби           | Срби         |             | 732         | 3,60%       |
| Југословени    | Југословени  |             | 239         | 1,17%       |
| Албанци        | Албанци      |             | 54          | 0,26%       |
| Мађари         | Мађари       |             | 42          | 0,20%       |
| Словаци        | Словаци      |             | 39          | 0,19%       |
| Муслимани      | Муслимани    |             | 28          | 0,13%       |
| Словенци       | Словенци     |             | 19          | 0,09%       |
| Црногорци      | Црногорци    |             | 19          | 0,09%       |
| Македонци      | Македонци    |             | 14          | 0,06%       |
| Русини         | Русини       |             | 14          | 0,06%       |
| Немци          | Немци        |             | 12          | 0,05%       |
| Италијани      | Италијани    |             | 5           | 0,02%       |
| Чеси           | Чеси         |             | 2           | 0,00%       |
| Бугари         | Бугари       |             | 1           | 0,00%       |
| Пољаци         | Пољаци       |             | 1           | 0,00%       |
| Роми           | Роми         |             | 1           | 0,00%       |
| Руси           | Руси         |             | 1           | 0,00%       |
| Украјинци      | Украјинци    |             | 1           | 0,00%       |
| остали         | остали       |             | 9           | 0,04%       |
| неопредељени   | неопредељени |             | 180         | 0,88%       |
| регион. опр.   | регион. опр. |             | 12          | 0,05%       |
| непознато      | непознато    |             | 105         | 0,51%       |
| укупно: 20.317 |              |             |             |             |

## Култура и спорт
Град Ђаково има много манифестација: најзначајније су Силвестарске ноћи, Ђаковачки везови, Ђаковачки бушари, Пола нове године, Смотра староградских плесова и песама...
У бискупском дворцу (из 1703. г.) је уметничка збирка.
Од бројних спортских друштава у колективним спортовима највише се истиче РК Ђаково. Уз њега су још познати КК Ђаково, који игра у другој лиги, и фудбалски клубови Кроатиа и Ђаково.

### Основне школе
- ОШ Владимир Назор
- ОШ Иван Горан Ковачић
- ОШ Јосип Антун Чолнић

### Средње школе
- Гимназија Антуна Густава Матоша
- Обртничка школа Антуна Хорвата
- Средња стручна школа Браће Радић

## Знаменитости
- Бискупски двор
- Црква Свих светих — жупна црква Свих светих некадашња је турска џамија с куполом подигнутом на прелазу из 16. у 17. век.
- Ергела — са липицанерима
- Корзо — пешачка зона кроз старо градско језгро протеже се од катедрале до цркве Свих Светих.

## Познате личности
- Јосип Лончар
- Зорица Тијанић

## Партнерски градови
- Макарска
- Сињ
- Томиславград